# Li-mu-ling
Li-mu-ling (čínsky pchin-jinem Límǔlǐng, znaky zjednodušené 黎母岭, tradiční 黎母嶺), také známé jako Li-mu-šan (čínsky pchin-jinem Límǔshān, znaky 黎母山), je pohoří na Chaj-nanu, jihočínské ostrovní provincii. 
Pohoří se táhne z jihozápadu ostrova severovýchodním směrem, jeho přibližná šířka je 13 km a délka 80 km. Nejvyšším bodem pohoří je stejnojmenná hora dosahující výšky 1411 m n. m.